# Летние Олимпийские игры 1996
XXVI летние Олимпийские игры проводились в Атланте (штат Джорджия, США) с 19 июля по 4 августа 1996 года. Был разыгран 271 комплект медалей в 26 видах спорта.

## Выбор столицы игр
Выборы столицы игр прошли 18 сентября 1990 года в Токио, Япония, на 96-й сессии МОК. По заявлению заявочного комитета Афин, Игры должны были пройти в греческой столице в честь 100-летнего юбилея первых Олимпийских игр. Заверения членов заявочного комитета Атланты о более высокой готовности города к Играм убедили МОК передать право на проведение игр американскому городу. В первых двух раундах небольшое преимущество было за Афинами, но в третьем раунде заявки Афин и Атланты набрали по 26 голосов, а в пятом, последнем раунде Атланта победила со счётом 51:35. Ещё раньше выбыли заявки Белграда (в первом же раунде), Манчестера (во втором), Мельбурна (в третьем) и Торонто (в четвёртом).
| Город     | Страна         | 1-й раунд | 2-й раунд | 3-й раунд | 4-й раунд | 5-й раунд |
| Атланта   | США            | 19        | 20        | 26        | 34        | 51        |
| Афины     | Греция         | 23        | 23        | 26        | 30        | 35        |
| Торонто   | Канада         | 14        | 17        | 18        | 22        | —         |
| Мельбурн  | Австралия      | 12        | 21        | 16        | —         | —         |
| Манчестер | Великобритания | 11        | 5         | —         | —         | —         |
| Белград   | Югославия      | 7         | —         | —         | —         | —         |

## Виды спорта
- Академическая гребля
- Бадминтон
- Баскетбол
- Бейсбол
- Бокс
- Борьба
  - Вольная борьба
  - Греко-римская борьба
- Велоспорт
  - Маунтинбайк
- Водное поло
- Волейбол
  - Пляжный волейбол
- Гандбол
- Гимнастика
  - Спортивная гимнастика
  - Художественная гимнастика
- Гребля на байдарках и каноэ
  - Гребной слалом
- Дзюдо
- Конный спорт
- Лёгкая атлетика
- Настольный теннис
- Парусный спорт
- Плавание
- Прыжки в воду
- Синхронное плавание
- Современное пятиборье
- Софтбол
- Стрельба
  - Пулевая стрельба
  - Стендовая стрельба
- Стрельба из лука
- Теннис
- Тяжёлая атлетика
- Фехтование
- Футбол
- Хоккей на траве

## Страны-участницы
В Играх принимали участие представители 197 стран. Также в Атланте приняли участие представители Афганистана, пропустившие Олимпиаду-1992 в Барселоне.
- Австралия
- Австрия
- Азербайджан
- Албания
- Алжир
- Американское Самоа
- Ангола
- Андорра
- Антигуа и Барбуда
- Аргентина
- Армения
- Аруба
- Афганистан
- Багамские Острова
- Бангладеш
- Барбадос
- Бахрейн
- Беларусь
- Белиз
- Бельгия
- Бенин
- Бермуды
- Болгария
- Боливия
- Босния и Герцеговина
- Ботсвана
- Бразилия
- Виргинские Острова (Великобритания)
- Бруней
- Буркина-Фасо
- Бурунди
- Бутан
- Вануату
- Великобритания
- Венгрия
- Венесуэла
- Виргинские Острова (США)
- Вьетнам
- Габон
- Гаити
- Гайана
- Гамбия
- Гана
- Гватемала
- Гвинея
- Гвинея-Бисау
- Германия
- Гондурас
- Гонконг
- Гренада
- Греция
- Грузия
- Гуам
- Дания
- Джибути
- Доминика
- Доминиканская Республика
- Египет
- Заир
- Замбия
- Зимбабве
- Израиль
- Индия
- Индонезия
- Иордания
- Ирак
- Иран
- Ирландия
- Исландия
- Испания
- Италия
- Йемен
- Кабо-Верде
- Острова Кайман
- Казахстан
- Камбоджа
- Камерун
- Канада
- Катар
- Кения
- Кипр
- Кыргызстан
- Китай
- Колумбия
- Коморы
- Республика Конго
- КНДР
- Республика Корея
- Коста-Рика
- Кот-д’Ивуар
- Куба
- Кувейт
- Острова Кука
- Лаос
- Латвия
- Лесото
- Либерия
- Ливан
- Ливия
- Литва
- Лихтенштейн
- Люксембург
- Маврикий
- Мавритания
- Мадагаскар
- Македония
- Малави
- Малайзия
- Мали
- Мальдивы
- Мальта
- Марокко
- Мексика
- Мозамбик
- Молдова
- Монако
- Монголия
- Мьянма
- Намибия
- Науру
- Непал
- Нигер
- Нигерия
- Нидерланды
- Нидерландские Антильские острова
- Никарагуа
- Новая Зеландия
- Норвегия
- ОАЭ
- Оман
- Пакистан
- Государство Палестина
- Панама
- Папуа — Новая Гвинея
- Парагвай
- Перу
- Польша
- Португалия
- Пуэрто-Рико
- Россия
- Руанда
- Румыния
- Сальвадор
- Самоа
- Сан-Марино
- Сан-Томе и Принсипи
- Саудовская Аравия
- Свазиленд
- Сейшельские Острова
- Сенегал
- Сент-Винсент и Гренадины
- Сент-Китс и Невис
- Сент-Люсия
- Сингапур
- Сирия
- Словакия
- Словения
- США
- Соломоновы Острова
- Сомали
- Судан
- Суринам
- Сьерра-Леоне
- Таджикистан
- Таиланд
- Китайская Республика
- Танзания
- Того
- Тонга
- Тринидад и Тобаго
- Тунис
- Туркменистан
- Турция
- Уганда
- Украина
- Узбекистан
- Уругвай
- Фиджи
- Филиппины
- Финляндия
- Франция
- Хорватия
- ЦАР
- Чад
- Чехия
- Чили
- Швейцария
- Швеция
- Шри-Ланка
- Эквадор
- Экваториальная Гвинея
- Эстония
- Эфиопия
- Югославия
- ЮАР
- Ямайка
- Япония

## Стадионы
| Название стадиона                  | Название стадиона                       | Виды спорта                                                                                           | Город/Штат                     |
| Olympic Stadium                    | Олимпийский стадион                     | Лёгкая атлетика                                                                                       | Атланта                        |
| Georgia Tech Aquatic Center        | Плавательный комплекс Джорджия Тек      | Плавание, синхронное плавание, водное поло, прыжки в воду                                             | Атланта                        |
| Stone Mountain Park Archery Center | Центр стрельбы из лука на Каменной горе | Стрельба из лука                                                                                      | г. Стон-Маунтин, штат Джорджия |
| Georgia State University           | Университет штата Джорджия              | Бадминтон                                                                                             | Атланта                        |
| Atlanta-Fulton County Stadium      | Стадион округа Фултон                   | Бейсбол                                                                                               | Атланта                        |
| Georgia World Congress Center      | Международный конгресс-центр Джорджии   | Фехтование, гандбол, дзюдо, настольный теннис, тяжёлая атлетика, вольная борьба, греко-римская борьба | Атланта                        |
| Georgia Dome                       | Джоржия Доум                            | Баскетбол, спортивная гимнастика                                                                      | Атланта                        |
| Morehouse College Gymnasium        | Колледж Морехаус                        | Баскетбол (предв. турнир)                                                                             | Атланта                        |
| Alexander Memorial Coliseum        | Стадион Александр Мемориал              | Бокс                                                                                                  | Атланта                        |
| Ocoee Whitewater Center            | Центр водного слалома Окоэ              | Гребной слалом                                                                                        | Штат Теннесси                  |
| Lake Lanier                        | Озеро Ланиер                            | Академическая гребля, гребля на байдарках и каноэ                                                     | Штат Джорджия                  |
| Georgia International Horse Park   | Международный конный центр              | Маунтинбайк, конный спорт                                                                             | г. Коньерс, штат Джорджия      |
| Stone Mountain Park Velodrome      | Велотрек на Каменной горе               | Велоспорт (трек)                                                                                      | Штат Джорджия                  |
| Sanford Stadium                    | Стадион Санфорд                         | Футбол                                                                                                | г. Афины, штат Джорджия        |
| University of Georgia Coliseum     | Зал Университета Джорджии               | Волейбол (предв. турнир), художественная гимнастика                                                   | г. Афины, штат Джорджия        |
| Clark Atlanta University Stadium   | Стадион Университета Кларк-Атланта      | Хоккей на траве                                                                                       | Атланта                        |
| Wolf Creek Shooting Complex        | Стрелковый комплекс Вольф Крик          | Пулевая стрельба, стендовая стрельба                                                                  | Атланта                        |
| Golden Park                        | Золотой Парк                            | Софтбол                                                                                               | г. Колумбус, штат Джорджия     |
| Stone Mountain Park Tennis Center  | Теннисный центр на Каменной горе        | Теннис                                                                                                | г. Стон-Маунтин, штат Джорджия |
| Atlanta Beach                      | Пляж Атланты                            | Пляжный волейбол                                                                                      | г. Джонсборо, штат Джорджия    |
| Omni Coliseum                      | Зал Омни                                | Волейбол                                                                                              | Атланта                        |
| Wassaw Sound                       | Пролив Вассау                           | Парусный спорт                                                                                        | г. Саванна, штат Джорджия      |

## Церемония открытия
Церемония открытия состоялась 19 июля 1996 года на Олимпийском стадионе Атланты. 170 телекомпаний вели прямую трансляцию церемонии, которую смотрело по сообщениям СМИ около 3,5 миллиардов человек.
Основными темами красочных показательных номеров церемонии были история Атланты и американского Юга, а также столетие Олимпийского движения.
В параде спортсменов приняло участие 10 700 атлетов из всех 197 стран-участниц. После окончания парада с речами выступили президент МОК Х. А. Самаранч и президент Оргкомитета Игр Билли Пэйн. Президент США Билл Клинтон официально провозгласил Игры открытыми. Под музыку Олимпийского гимна был поднят олимпийский флаг. Кульминацией церемонии открытия стало зажжение олимпийского огня. Факел по стадиону несли знаменитые американские спортсмены — боксёр Эвандер Холифилд, пловчиха Джанетт Эванс, а также греческая легкоатлетка Параскеви Патулиду; а честь зажечь огонь в чаше была предоставлена бывшему боксёру Мохаммеду Али. Традиционную клятву принесли судьи и спортсмены — от спортсменов это сделала баскетболистка Тереза Эдвардс.
Финальным аккордом церемонии стало исполнение песни «Сила мечты» — композиции, созданной специально для Игр, известной певицей Селин Дион и красочный фейерверк.

## Церемония закрытия
Церемония закрытия состоялась 4 августа на Олимпийском стадионе Атланты в присутствии более 85 тысяч человек. В музыкальной части церемонии приняли участие многие известные американские музыканты.
Прямо во время церемонии закрытия было проведено награждение призёров в мужском марафоне, прошедшем в последний день Игр.
По традиции спортсмены приняли участие ещё в одном параде, но на этот раз шли не разделённые по странам, а все вместе, символизируя олимпийское единство.
Президент МОК Х. А. Самаранч особо остановился во время речи на угрозе терроризма и призвал почтить память жертв взрыва в Олимпийском парке Атланты, а также израильских спортсменов, погибших в 1972 году в Мюнхене.
Олимпийский флаг был спущен с флагштока, а переходящее олимпийское знамя было торжественно вручено мэру Сиднея, столицы следующих Игр.
После официального объявления Игр закрытыми был потушен Олимпийский огонь. Церемония завершилась грандиозным фейерверком.

## Главные события
Организация Игр подверглась серьёзной критике со стороны официальных лиц, спортсменов и журналистов. Особенно отмечались проблемы с организацией дорожного движения, некомпетентность волонтёров, сбои в работе информационных систем. Критиковалась чрезмерная коммерциализованность Игр. Серьёзным происшествием стал взрыв в Олимпийском парке, произошедший 27 июля и на время заслонивший олимпийские события. В результате взрыва погиб один человек, ещё один умер от сердечного приступа, сто одиннадцать человек получили ранения разной степени тяжести. ФБР назвала имя предполагаемого преступника — Эрик Роберт Рудольф, схватить которого удалось лишь в 2003 году. После ареста он признался во всех преступлениях и объяснил свои действия политическими мотивами. Его приговорили к четырём пожизненным заключениям без права на досрочное освобождение. На церемонии закрытия Игр президент МОК Х. А. Самаранч единственный раз за время своего президентства не сказал традиционную фразу «Эти Игры были лучшими в истории».
- На Олимпийских играх дебютировали софтбол, пляжный волейбол, маунтинбайк, женский футбол и гонки экипажей лёгкого веса в академической гребле.
- Наибольшее число золотых медалей, четыре, завоевала американская пловчиха Эми Ван Дайкен. Она победила на дистанциях 50 метров вольным стилем, 100 метров баттерфляем; а также участвовала в эстафетах 4×100 вольным стилем и комбинированной эстафете. Наибольшее общее число медалей, шесть, на счету российского гимнаста Алексея Немова.
- Ли Лайшань выиграла в соревнованиях на парусной доске первую и последнюю золотую медаль в истории Гонконга как британской колонии.
- На Игры впервые были допущены сильнейшие велосипедисты-профессионалы. Индивидуальную гонку на шоссе выиграл пятикратный чемпион гонки Тур де Франс испанец Мигель Индурайн.
- Американец Майкл Джонсон и француженка Мари Жо Перек сделали золотой дубль в беге на 200 и 400 метров, причём Джонсон с мировым рекордом на двухсотметровке.
- Спринтер Донован Бэйли из Канады выиграл на дистанции 100 метров с мировым рекордом — 9,84 с.
- Знаменитый легкоатлет Карл Льюис в 35 лет выиграл в прыжках в длину свою девятую золотую олимпийскую медаль.
- Российский пловец Александр Попов выиграл на второй Олимпиаде подряд дистанции 50 и 100 метров вольным стилем.
- Турецкий тяжелоатлет Наим Сулейманоглу стал первым представителем своего вида спорта, выигравшим три золотые олимпийские медали.
- Легкоатлетический стадион вмещал девять дорожек для бега на 100 метров. При этом в финальный забег прошли 9 участников (занявшие 8 и 9 место показали одинаковое время в полуфинале). После Олимпиады он был переделан в бейсбольный.
- На третьих подряд Олимпийских играх завоевал золото российский борец греко-римского стиля Александр Карелин.
- Американская баскетбольная команда, составленная из игроков НБА и названная «Дрим-тим 2», выиграла золото Олимпийского турнира вслед за своими предшественниками из Дрим-тим 1.
- Победа сборной Нигерии в соревнованиях футболистов стала первой в истории олимпийской футбольной победой африканской страны.
- Все 4 медали для Ирландии (три золотые и одну бронзовую) завоевала пловчиха Мишель Смит. Двумя годами позже она была поймана на употреблении запрещённых препаратов и дисквалифицирована, однако медалей Олимпийских игр 1996 года она не была лишена.
- Американская женская гимнастическая сборная впервые выиграла Олимпиаду в командных соревнованиях. Мужественное поведение Керри Страг, выступившей в финальном упражнении с тяжёлой травмой, долго обсуждалось в прессе.
- Китайская спортсменка Дэн Япин уже на второй Олимпиаде подряд сделала дубль в личных и парных соревнованиях по настольному теннису.
- Боксёр супертяжёлой весовой категории Паэа Вольфграм из Тонга выиграл пока единственную олимпийскую медаль этого государства. Проиграл он лишь в финале турнира Владимиру Кличко.

В России летние Олимпийские игры 1996 года в Атланте  транслировались с 20 июля по 5 августа на телеканалах ОРТ, РТР, НТВ, а также в техническом вещании на 35 ТВК в Москве.

## Итоги Игр
Десять стран, завоевавших наибольшее количество медалей
| Общее количество медалей |                  |        |         |        |       |
| №                        | Страна           | Золото | Серебро | Бронза | Всего |
| 1                        | США              | 44     | 32      | 25     | 101   |
| 2                        | Россия           | 26     | 21      | 16     | 63    |
| 3                        | Германия         | 20     | 18      | 27     | 65    |
| 4                        | Китай            | 16     | 22      | 12     | 50    |
| 5                        | Франция          | 15     | 7       | 15     | 37    |
| 6                        | Италия           | 13     | 10      | 12     | 35    |
| 7                        | Австралия        | 9      | 9       | 23     | 41    |
| 8                        | Куба             | 9      | 8       | 8      | 25    |
| 9                        | Украина          | 9      | 2       | 12     | 23    |
| 10                       | Республика Корея | 7      | 15      | 5      | 27    |

## Медалисты
Спортсмены, завоевавшие на Играх три и больше медалей:

### Мужчины
| № | Спортсмен                   | Вид спорта | Золото | Серебро | Бронза | Всего |
| 1 | Алексей Немов, Россия       | Гимнастика | 2      | 1       | 3      | 6     |
| 2 | Гэри Холл, США              | Плавание   | 2      | 2       | 0      | 4     |
| 3 | Александр Попов, Россия     | Плавание   | 2      | 2       | 0      | 4     |
| 4 | Виталий Щербо, Беларусь     | Гимнастика | 0      | 0       | 4      | 4     |
| 5 | Джош Дэвис, США             | Плавание   | 3      | 0       | 0      | 3     |
| 6 | Денис Панкратов, Россия     | Плавание   | 2      | 1       | 0      | 3     |
| 7 | Дэниел Ковальски, Австралия | Плавание   | 0      | 1       | 2      | 3     |

### Женщины
| №  | Спортсмен                       | Вид спорта      | Золото | Серебро | Бронза | Всего |
| 1  | Эми Ван Дайкен, США             | Плавание        | 4      | 0       | 0      | 4     |
| 2  | Мишель Смит, Ирландия           | Плавание        | 3      | 0       | 1      | 4     |
| 3  | Энджел Мартино, США             | Плавание        | 2      | 0       | 2      | 4     |
| 4  | Лилия Подкопаева, Украина       | Гимнастика      | 2      | 1       | 1      | 4 .   |
| 5  | Симона Аманар, Румыния          | Гимнастика      | 1      | 1       | 2      | 4     |
| 6  | Дагмар Хазе, Германия           | Плавание        | 0      | 3       | 1      | 4     |
| 7  | Джина Гогян, Румыния            | Гимнастика      | 0      | 1       | 3      | 4     |
| 8  | Дженни Томпсон, США             | Плавание        | 3      | 0       | 0      | 3     |
| 9  | Аманда Бёрд, США                | Плавание        | 1      | 2       | 0      | 3     |
| 10 | Лэ Цзинъи, Китай                | Плавание        | 1      | 2       | 0      | 3     |
| 11 | Уитни Хеджпет, США              | Плавание        | 1      | 2       | 0      | 3     |
| 12 | Сьюзан О'Нейл, Австралия        | Плавание        | 1      | 1       | 1      | 3     |
| 13 | Мерлин Отти, Ямайка             | Лёгкая атлетика | 0      | 2       | 1      | 3     |
| 14 | Франциска ван Альмсик, Германия | Плавание        | 0      | 2       | 1      | 3     |
| 15 | Сандра Фёлькер, Германия        | Плавание        | 0      | 1       | 2      | 3     |

## Талисман Игр
Талисманом Олимпиады-96, который было решено сгенерировать на компьютере, стала фигурка некоего абстрактного большеглазого персонажа. Поскольку никто не мог дать однозначного ответа на вопрос, что это за существо, создатели придумали ему имя Иззи — сокращение от английского выражения What is it? («Что это такое?»). В отличие от других Олимпийских талисманов, Иззи был относительно малопопулярен на Играх.
Эмблема Олимпиады-96, созданная специально к столетию Олимпийских игр, выполнена в форме пылающего факела, изображение которого, сформированное из пяти олимпийских колец и числа 100, напоминало классическую греческую колонну. Пламя факела постепенно переходит в звезду, символизирующую стремление каждого спортсмена к совершенству. Золотой цвет эмблемы отображает цвет золотых медалей, зелёный — цвет лавровых венков, которыми увенчивали победителей в древние времена, а также символ Атланты, имеющей репутацию города деревьев.
Среди спонсоров Олимпиады-96 были Coca-Cola, Procter & Gamble, Johnson & Johnson, Ford, McDonald’s, авиакомпания Delta, General Motors, Visa, Abbott, Konica, Nikon, FujiFilm, Canon, Toshiba, Panasonic, JVC, Samsung, Goldstar и другие.

## Происшествия

### Допинговый скандал
28 июля 1996 года представители МОК сообщили, что тесты российского пловца Андрея Корнеева, выигравшего «бронзу» в плавании на 200 м баттерфляем, а также бронзового медалиста в категории до 48 кг российского борца Зафара Гулиева и велосипедистки Риты Размайте (Литва) дали положительный результат на наличие в организме бромантана. 30 июля тот же препарат нашли у российской пловчихи Нины Живаневской, а 1 августа — у бегуньи Марины Транденковой. Все спортсмены были дисквалифицированы, а у Андрея Корнеева и Зафара Гулиева отобрали бронзовые медали. Российская делегация подала протест — формально бромантан запрещён ещё не был, к тому же тогда ещё не было веских научных доказательств того, что он является допинговым средством. Россияне подали апелляцию в спортивный арбитраж и выиграли дело. Дисквалификация атлетов была упразднена судейской коллегией. Однако немедленно после этого случая бромантан был внесён в список запрещённых препаратов.

### Теракт
27 июля в Олимпийском парке, рядом с Олимпийской деревней, где жили и тренировались спортсмены, прогремел мощный взрыв. В результате теракта 2 человека погибли и 111 получили различные ранения. Взрывное устройство (20 кг тротила) было вмонтировано в обрезок металлической трубы, начинённый шурупами и гвоздями. Организаторы усилили меры безопасности, но решили продолжать Олимпиаду. Организатор взрывов Эрик Рудольф приговорён в июле 2005 к пожизненному тюремному заключению без права досрочного освобождения.
Этим событиям посвящён фильм Клинта Иствуда 2019 года «Дело Ричарда Джуэлла», а также сезон телесериала «Охота: Смертельные игры».

## Игры в филателии
- Почтовая марка Украины. Греко-римская борьба
- Почтовая марка Украины. Гандбол
- Почтовая марка Украины
- Почтовый блок Азербайджана